# Emilio Romero Gómez
Emilio Romero Gómez (Arévalo, Ávila, 21 de julio de 1917-Madrid, 12 de febrero de 2003) fue un periodista y escritor español. Está considerado como uno de los principales periodistas del franquismo. Intervino activamente en política, ocupando diversos cargos derivados de su condición de periodista, y como consejero nacional del Movimiento por Ávila y procurador en Cortes. Llegó a dirigir los diarios La Mañana, Información y Pueblo —al frente del cual estuvo más de veinte años— y fue columnista habitual en publicaciones como Ya, ABC, Informaciones, El Periódico de Catalunya y del semanario Interviú, además de comentarista político en la radio.

## Trayectoria

### Periodismo
Realizó estudios de Magisterio e inició la carrera de Derecho que interrumpió por el comienzo de la guerra civil. Tras la contienda, en la que no llegó a tomar parte como combatiente, decidió dedicarse al periodismo. Claramente identificado con el Régimen franquista, a lo largo de la dictadura también actuó como censor. En 1940, a los 23 años, fue nombrado director del periódico La Mañana de Lérida, y dos años después ocupó el mismo cargo en el diario Información de Alicante. Allí fundó la revista literaria Tabarca, dirigió una emisora local y fue corresponsal de La Estafeta Literaria. En 1945 fue designado jefe de la Sección de Prensa Nacional en la Dirección General de Prensa y unos meses más tarde asumió la jefatura de Orientación Política de la Prensa Española. En la primavera de 1946 ingresó en la redacción del diario vespertino Pueblo, órgano de los "sindicatos verticales" de la Organización Sindical Española (OSE), como primer editorialista político, hasta 1952, año en que pasó a ocupar la dirección del periódico. Durante 22 años estuvo al frente de este diario madrileño de la tarde, convirtiéndolo en uno de los tres más importantes de su época en España, lo que no es de extrañar, ya que junto con el matutino Arriba, formaban la prensa del Movimiento. Emilio Romero fue procurador en las Cortes franquistas.
Se hicieron famosos en este vespertino sus artículos que, con la ilustración de un gallo, se conocían en la vida nacional como los "gallitos". Desde las páginas de este diario patrocinó al menos a tres generaciones de periodistas, a los que siempre defendió a capa y espada contra cualquier tipo de crítica por parte del poder, incluso contra ministros del régimen franquista; como contraprestación, exigía a los periodistas que fuesen «todoterrenos». 
Fue director de la Escuela Oficial de Periodismo de Madrid desde 1969 y en el desempeño de este cargo impulsó la creación de la Facultad de Ciencias de la Información.  
En 1975, viéndose ya el final del franquismo en el horizonte, el gobierno le nombró Delegado Nacional de Prensa y Radio del Movimiento. Estando al frente de la denominada Prensa del Movimiento organizó la creación del diario sevillano Suroeste, publicación que sustituía al desaparecido diario Sevilla y que buscaba convertirse en el periódico de referencia en el ámbito andaluz. Sin embargo, a los pocos años este proyecto acabó fracasando estrepitosamente y en 1983 el diario fue clausurado por las constantes pérdidas y su baja difusión entre el público. A pesar de ello, en este periodo también fue director de la revista La Jaula; estuvo en este puesto durante muy poco tiempo, ya que no tardaron en surgir discrepancias con la gerencia de la revista y fue cesado. Romero fundó en 1977 otro periódico en Madrid, El Imparcial, cuya cabecera, al igual que la de El Sol, había registrado con anterioridad a su nombre. No obstante, acabó abandonando la dirección de El Imparcial por discrepancias con su dueño, el banquero Domingo López, y le sucedió como director Julio Merino, hasta entonces adjunto a Romero para la información, mientras el adjunto para la opinión, Juan Van-Halen, abandonó el diario con él. En septiembre de 1977, Romero se hizo cargo del periódico madrileño Informaciones, de gran tradición en la prensa española. 
De septiembre de 1987 a mayo de 1991 participó en la tertulia diaria "La Linterna", de la Cadena Cope, para pasar posteriormente al programa, también de tertulia, "Las cosas como son" de Radio Nacional de España-Radio 1.

### Literatura
En su faceta de escritor tocó casi todos los géneros: la novela, el ensayo, el teatro, la conferencia, el artículo o el comentario. Ha publicado varias novelas, como La paz empieza nunca, Todos morían en Casa Manchada, Verde doncella, Las ratas suben a la ciudad, Las personas decentes me asustan, Lola, su novio y yo y Tres chicas y un forastero, por las que ha recibido numerosos premios, como el Nacional de Literatura o el Planeta. 
Como autor dramático escribió quince obras originales estrenadas en Madrid, pudiendo mencionarse Solo Dios puede juzgarme (1969), La Chocholila o El fin del mundo es el jueves (1981), y adaptó obras de Bertolt Brecht (Galileo) y de Büchner (La muerte de Danton). Como ensayista ha escrito entre otras obras: Cartas a un príncipe, Cartas a un Rey, Cartas malditas, Así está España, Tragicomedia de España y Retratos de época, estas dos últimas publicadas en 1985.

### Relación con el 23-F
Se ha especulado con que Emilio Romero pudiera haber conocido previamente el intento de golpe de Estado del 23F, ya que días antes del golpe publicó un artículo en el diario ABC en el que criticaba duramente a Adolfo Suárez, defendía la necesidad de 'un golpe de timón' y proponía al general (posteriormente implicado en el golpe) Alfonso Armada como posible candidato a presidente del Gobierno. El mismo día del 23F tuvo una conversación telefónica con su amigo el ultraderechista condenado por el golpe Juan García Carrés. En todo caso, Romero no fue nunca juzgado ni condenado por el 23F.

## Estilo
Emilio Romero se caracterizaba por su agilidad mental y su estilo de palabra ajustada, incisivo y mordaz. 
Su última obra fue Un desnudo de la Historia (1992), resumen del último medio siglo de España en forma de "noticia, crítica, confesión y relato", según el propio autor. En muchas ocasiones, su habilidad como columnista o editorialista dentro de la prensa del régimen franquista se basaba en aprovecharse de las contradicciones de un sistema que carecía de una ideología clara y coherente. 
Así, Emilio Romero podía perfectamente atacar a la banca o a un presidente de una gran banco español basándose en que el estatus de los banqueros era provisional si se atendían los principios fundacionales de Falange Española. Después de una serie de artículos sobre el tema, con una extrema dureza contra el banquero, no volvía a mencionar el asunto.

## Premios y reconocimientos
Recibió diversos premios literarios: el Premio Planeta en 1957 por La paz empieza nunca, el Premio Nacional de Literatura en 1963 por Cartas a un Príncipe, el Premio Ateneo de Sevilla en 1987 por su novela Tres chicas y un forastero, el Premio Espejo de España por su ensayo histórico Tragicomedia de España y el Premio Francisco Franco de Periodismo el 23 de diciembre de 1955. También obtuvo el Premio Mariano de Cavia de periodismo, el Premio Luca de Tena, el Premio Jaime Balmes, el Premio Mariano José de Larra y el Premio César González Ruano.
Su ciudad natal, Arévalo, le dedicó una avenida y también una escultura en la céntrica Plaza del Real. El ayuntamiento de Benidorm también le dedicó una avenida.

## Familia
Se casó con María Josefa Montalvo y tuvo tres hijos: la periodista taurina Mariví Romero, Emilio Romero y Maria José Romero.